# Madagaskarplanen
Madagaskarplanen var en plan, som Nazityskland arbejdede med i de første år af 2.Verdenskrig. Planen gik ud på at relokere de europæiske jøder til øen Madagaskar ud for Afrikas østkyst.
I slutningen af 1930'erne virkede flere ledende nazister som Julius Streicher, Hermann Göring, Alfred Rosenberg, Hans Frank, Joachim von Ribbentrop, Adolf Eichmann og Hjalmar Schacht for ideen om at gennemføre forflytningen af jøderne. Ved den fransk-tyske våbenhvile af 25. juni 1940 foreslog Franz Rademacher (en) i et memorandum af 3. juli 1940 som en af betingelserne for en fredsaftale med Frankrig, at dette land stillede sin koloni Madagascar til rådighed for tilflytning af jøder fra Europa.
Rademacher, der kort tid forinden var blevet udpeget til leder af Judenreferat III der Abteilung Deutschland (det Jødiske Departement i Udenrigsministeriet), medtog i sit memorandum til sin overordnede Martin Luther en betragtning om, at "den ønskelige løsning er at alle jøder sendes ud af Europa". Meningen var, at jøderne efter afrejsen til Madagaskar skulle fratages deres statsborgerskab. Når de var ankommet, skulle de bruges som gidsler for at holde de tilbageværende jøder i Europa i ave.
Efter at have modtaget dette memorandum bragte Luther sagen for udenrigsminister von Ribbentrop. Den 18. juni talte både Hitler og von Ribbentrop med Benito Mussolini om planen i forbindelse med drøftelser om Frankrigs skæbne efter landets nederlag. Den 20. juni talte Hitler med storadmiral Erich Raeder om Madagaskarplanens gennemførelse.
Dernæst fik Reinhard Heydrich, der i 1939 var blevet udnævnt af Göring til at organisere en evakuering af jøder fra tyskbesatte områder, udvirket, at Adolf Eichmann, der havde det direkte ansvar for jødetransporter, blev inddraget. Den 15. august afleverede Eichmann et udkast kaldet "Reichssicherheitshauptamt: Madagaskar Projekt", hvori han foreslog at omflytte en million jøder om året i de kommende fire år med RSHA (Reich Sicherheits Amt) som styrende for programmets gennemførelse.
Flere ledende nazister som Hans Frank og ledelsen af Generalguvernementet i det besatte Polen, anså forflytningen af 4 mio. jøder til Madagaskar som ønskelig, og planer om oprettelse af Warszawaghettoen blev for en tid sat i bero som overflødig.
Planen blev imidlertid opgivet i begyndelsen af 1940'erne dels, fordi nazisterne allerede i 1933 havde indgået en aftale med tyske zionister (World Zionist Organisation) om at i stedet lade tyske jøder rejse til Palæstina mod en klækkelig betaling (Ha'avara-planen), dels fordi krigen til søs snart umuliggjorde alle transporter til søs. I stedet blev jøderne flyttet til koncentrationslejre i Østpolen (senere tillige til tyskbesatte dele af Sovjetunionen), hvor de i stor udstrækning blev udnyttet som erstatningsarbejdere i industrien for tyskere, der blev indkaldte til krigstjeneste.